# Esquerra i Demòcrates
Esquerra i Demòcrates (polonès: Lewica i Demokraci, LiD) va ser una coalició política formada el 3 de setembre de 2006 abans de les eleccions municipals de Varsòvia. La coalició pretenia ser una alternativa al nacionalisme conservador de Llei i Justícia i a la dreta liberal de Plataforma Cívica, que foren els dos principals partits polonesos a les eleccions parlamentàries de 2007. Formava part de la Internacional Socialista i del Partit Socialista Europeu.

## Composició
| Partit | Partit                            | Ideologia        | Posició        | Diputats |
| ------ | --------------------------------- | ---------------- | -------------- | -------- |
|        | Aliança de l'Esquerra Democràtica | Socialdemocràcia | Centreesquerra | 40 / 460 |
|        | Socialdemocràcia de Polònia       | Socialdemocràcia | Centreesquerra | 10 / 460 |
|        | Partit Democràtic                 | Socioliberalisme | Centreesquerra | 3 / 460  |
|        | Unió del Treball                  | Socialdemocràcia | Centreesquerra | 0 / 460  |

## Resultats electorals

### Sejm
| Any  | Vots      | %     | Escons   | +/- |
| ---- | --------- | ----- | -------- | --- |
| 2007 | 2,122,981 | 13.15 | 53 / 460 | Nou |